# 馬庫希諾區
55°12′00″N 67°15′00″E / 55.2000°N 67.2500°E
馬庫希諾區（俄语：Макушинский район），是俄羅斯的一個區，位於該國南部，由庫爾干州負責管轄，面積3,480平方公里，2010年該地區人口18,116，人口密度每平方公里5.21人。